# Jacques de Morgan

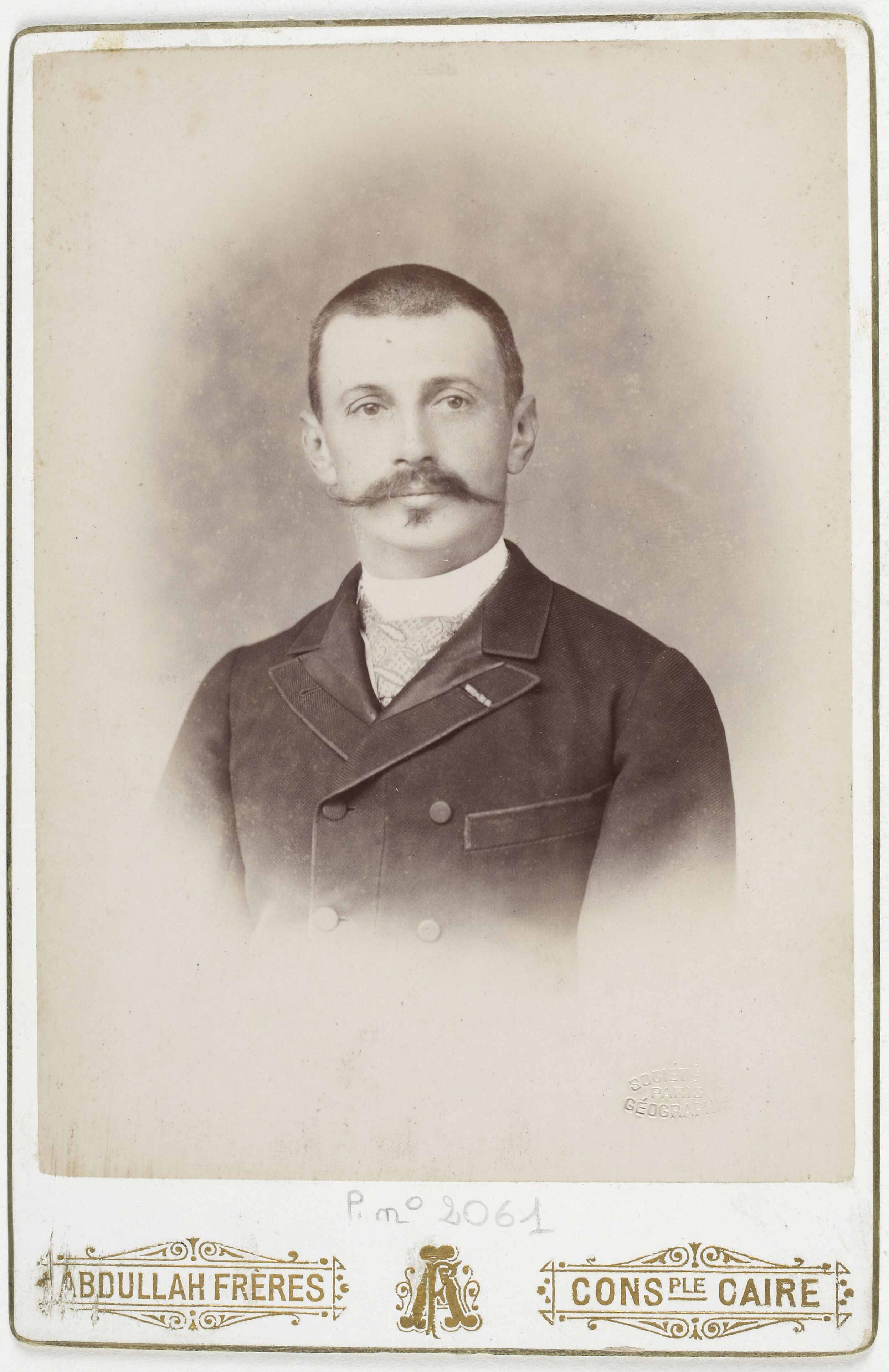
Jacques de Morgan

Jacques Jean Marie de Morgan  (Huisseau-sur-Cosson, 3 juni 1857 - Marseille, 14 juni 1924) was een Franse mijningenieur, geoloog, archeoloog, egyptoloog en numismaticus.
Zijn werk als mijningenieur gaf hem de kans om zijn eerste archeologische vindplaatsen in het oosten te verkennen en op te graven. Vervolgens bekleedde hij officiële archeologische functies en publiceerde hij talrijke verslagen van zijn onderzoek en meer algemene analyses. Hij is met name bekend als de ontdekker van de Codex Hammurabi in 1901 in Iran, de uitvinder van de term Capsien in 1909 in Tunesië, en de definitie van de term mesolithicum in hetzelfde jaar.

## Leven
Zijn vader Eugène, ook wel "Baron" de Morgan genoemd, was een mijningenieur met interesses in entomologie en prehistorie. Zijn twee zonen Henry en Jacques groeven samen met hem steentijdvondsten bij Campigny in Normandië op, welke hun naam gaven aan de mesolithische Campigniencultuur. Met zijn vader maakte Jacques kennis met Gabriel de Mortillet, die tijdens onderzoeken van Merovingische begraafplaatsen verbonden was aan het Musée d'Archéologie nationale in Saint-Germain, en die hem liet zien hoe opgegraven voorwerpen te catalogiseren. Het doel van De Morgan was om net als zijn vader een professionele geoloog te worden, en zijn persoonlijke levenswijze had hem sinds zijn vroege jeugd de mogelijkheden gegeven om te reizen en te studeren. In 1879 begon hij de resultaten van zijn onderzoeken te publiceren, geïllustreerd met tekeningen die opvielen door hun finesse en documentaire precisie.
Jacques de Morgan studeerde aan de École nationale supérieure des mines de Paris en verliet deze in 1882 om goud te zoeken in Engeland, Europa, Oost-Indië en Malakka. 

### Malakka
Als jonge man reisde De Morgan naar Perak, toen een nieuw Brits protectoraat in Malaya. In 1884 kreeg hij van Hugh Low, de resident van Perak, de opdracht om de eerste geologische en mijnkaart van het district Kinta te produceren in ruil voor een tinconcessie in Kliang Lallang bij Gopeng. De Morgan bestudeerde de tinmijnen rond Lahat, Papan, Pusing en Gopeng. Een fotogravure van de kaart, die ook de topografie en het drainagesysteem van de Kinta-vallei liet zien, was bijgevoegd in het Perak-jaarverslag van 1884.
Terwijl hij in Kinta was, werd de Morgan begeleid door een Mandailing-prospector genaamd Kulop Riau, met behulp van Orang Asli-gidsen en dragers. De Morgan bleef bij de Orang Asli en maakte etnologische observaties en tekeningen in zijn reisdagboek. De Morgan ontmoette ook Raja Bilah, de hoofdman van de Mandailing in Papan en de doyen van de Perak-Mandailing. De Morgan observeerde Chinese, Mandailing en Europese mijnen in Papan, en merkte op dat de belangrijkste mijn van Raja Bilah was.
Bij zijn terugkeer in Frankrijk richtte hij een bedrijf op dat mijnen bouwde om tin te exploiteren, maar zijn financiële belang lijkt hij te hebben verloren toen dit in 1886 werd samengevoegd met de Société des Mines de'Etain de Pérak om de Société des Etains de Kinta te vormen, beter bekend als SEK, die de langstlopende mijn in Maleisië werd.

### Armenië
De Morgan werkte in Russisch Armenië, als manager van een kopermijn in Achtala. Hij verklaarde: "De Kaukasus is van bijzonder belang in de studie van de oorsprong van metalen. Het is het meest oostelijke punt waar prehistorische overblijfselen bekend zijn; ouder dan Europa en Griekenland, toont het nog steeds de sporen van die beschavingen die de bakermat van onze eigen waren."
In 1887-89 groef hij 576 graven op rond Alaverdi en Achatala, nabij de spoorlijn Tiflis-Alexandropol.

### Iran
De Morgan reisde naar Susiana terwijl hij probeerde de routes van de Assyrische campagnes in Elam te volgen. Hij kwam aan in Susa, de voormalige hoofdstad van Elam, dat zes jaar eerder was verkend door een expeditie onder leiding van Marcel Dieulafoy. Terwijl hij de ruïnes buiten het kleine dorpje Shush verkende, werd zijn nieuwsgierigheid gewekt door de hoge heuvel die bekend staat als "de Citadel", aan de voet waarvan hij enkele vuurstenen en oude potscherven vond.
Deze vondsten brachten hem ertoe de opgravingen op de site te heropenen. In Teheran vertrouwde hij zijn plannen toe aan de Franse minister, René de Balloy, die erop gebrand was om Frankrijk een monopolie op archeologisch onderzoek in Perzië te krijgen. Het kostte echter tijd voordat deze inspanningen, onder leiding van De Morgan, succes hadden. 
In 1891 had hij de opgravingen van Marcel en Jane Dieulafoy bij Qasr-e Shirin bezocht en in het tijdschrift Les annales des mines gerapporteerd over de olievoorraden daar. Antoine Kitabgi Khan, voormalig algemeen directeur van de Perzische douane die als gepensioneerde in Parijs woonde, las het rapport van De Morgan. Kitabgi Khan nam contact op met Henry Drummond Wolff, de voormalige Britse ambassadeur in Perzië, en vroeg of Wolff niet iemand kon vinden die geïnteresseerd was in de exploitatie van de Perzische olievoorraden. Wolff ontmoette William Knox D'Arcy in Londen, die in Australië fortuin had gemaakt met een goudmijn. D'Arcy zou een van de belangrijkste concessies voor olieproductie ontvangen die leidden tot de oprichting van de Anglo-Persian Oil Company. Voor zijn ontdekking ontving De Morgan de Orde van de Zon en de Leeuw van sjah Naser ed-Din Kadjar. Op 9 maart 1906 ontving hij de Orde van Commandeur de la Légion d'Honneur van het Franse Legioen van Eer. 
In 1894 publiceerde hij zijn Mission scientifique en Perse, met vier delen geologische studies; twee delen van archeologische studies over graven en andere monumenten die nog steeds te zien waren; een deel gewijd aan Koerdische dialecten en de talen van Noord-Perzië; een deel over Mandaeïsche teksten; en twee delen geografische studies.

### Egypte
Van 1892 tot 1897 was De Morgan algemeen directeur van de Service des antiquités de l'Égypte in Caïro. Hij ondernam opgravingen in Dahshur, waar hij de graven ontdekte van de prinsessen Mereret en Chnoemit, wier sieraden nu te zien zijn in het Egyptisch Museum te Caïro. Verder ontdekte De Morgan de mastaba van Mereroeka in Saqqara in 1893, legde de tempel van Kom Ombo bloot in 1893, vond het graf van koningin Neithhotep in Naqada in 1897 en leidde de eerste wetenschappelijke expeditie naar de Sinaï.

### Iran
Van 1897 tot 1907 werkte hij in Susa, Perzië. Daar werd onder zijn leiding de Narām Sîn-stele gevonden, en de Manishtushu-obelisk welke als oorlogsbuit naar Susa gebracht was door de Elamitische koning Shutruk-Nahhunte. Zijn collega's Gustave Jéquier en Jean-Vincent Scheil vonden in december 1901 en januari 1902 drie fragmenten van dioriet, die bij elkaar een stele van meer dan twee meter hoog en bijna 50 cm in diameter vormden. Ze hadden de Codex Hammurabi gevonden, een van de oudste nog bestaande wetten in de antieke wereld.  
De Morgan onderzocht ook dolmens in de regio ten noorden van Teheran, en bracht fossielen, insecten en weekdieren naar Frankrijk voor studie.
- Bibsys: 7008594
- Biblioteca Nacional de España: XX1372552
- Bibliothèque nationale de France: cb119168492 (data)
- Catàleg d'autoritats de noms i títols de Catalunya: 981058521591006706
- CiNii: DA05335050
- Gemeinsame Normdatei: 117144037
- International Standard Name Identifier: 0000 0003 6854 4728
- Library of Congress Control Number: n90676635
- Base Léonore: 19800035/205/26882
- Bibliotheek van het Japanse parlement: 00550552
- Nationale Bibliotheek van Tsjechië: mub2015885722
- Nationale bibliotheek van Australië: 35788535
- Nationale Bibliotheek van Israël: 987007281064905171
- Nederlandse Thesaurus van Auteursnamen: 073351989
- Système universitaire de documentation: 027038424
- Trove: 1088344
- Virtual International Authority File: 7394637
- WorldCat: E39PBJtxddbvtBwcM6vpJBj6Kd